# اکراس رخ‌برهنه
اکراس رخ‌برهنه (نام علمی: Phimosus infuscatus) نام یک گونه از تیره مرغ‌مقدسیان است.